# Kyustendil (tỉnh)

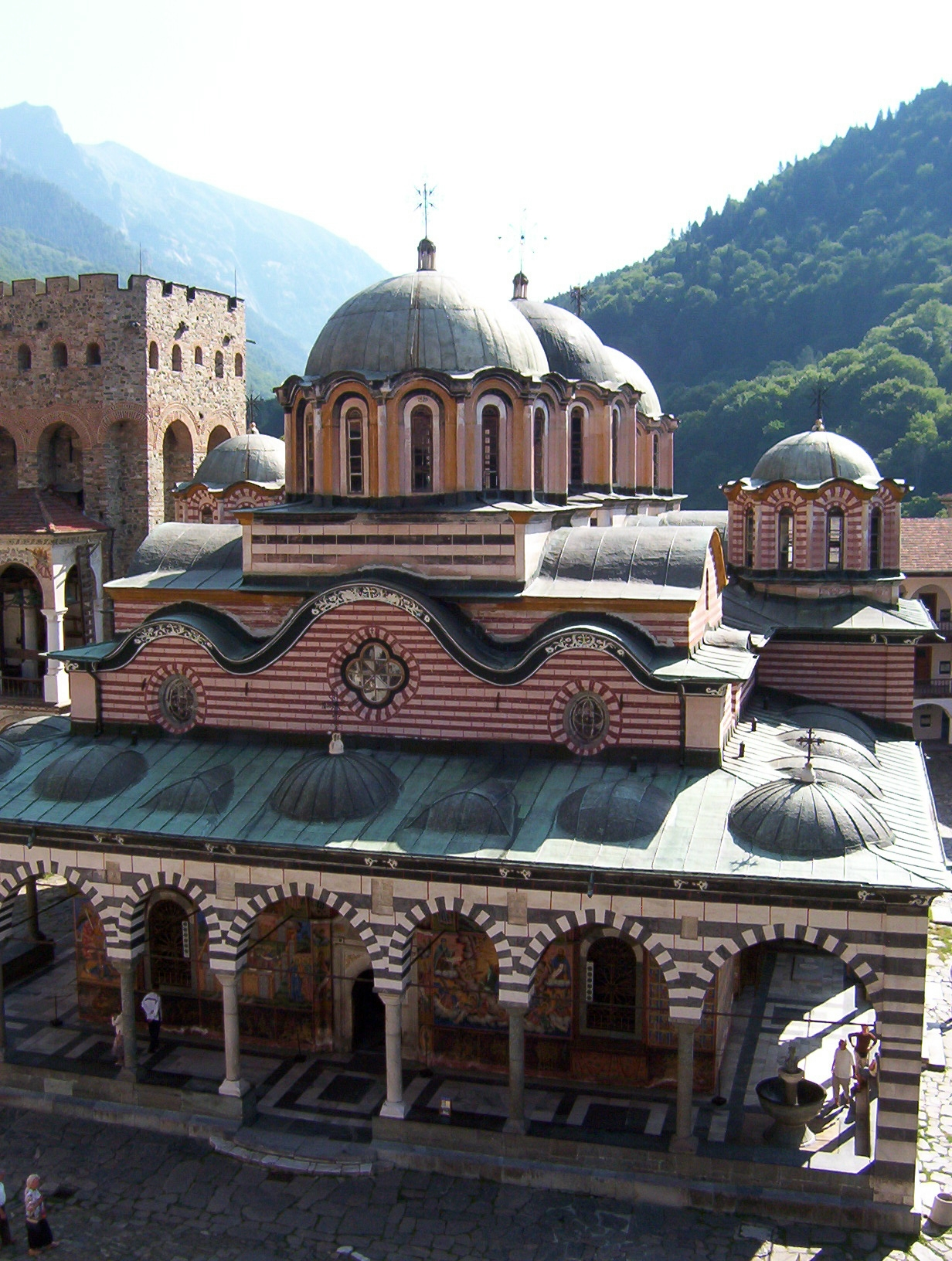
Tu viện Rila

Tỉnh Kyustendil (Област Кюстендил, Oblast Kyustendil) là một tỉnh ở phía tây Bulgaria, giáp với vùng Đông của Bắc Macedonia và vùng Nam và Đông Serbia của Serbia. Thành phố chính của tỉnh này là Kyustendil, các đô thị khác là:
- Boboshevo
- Bobov Dol
- Dupnitsa
- Kocherinovo
- Nevestino
- Rila
- Sapareva Banya
- Treklyano

Tỉnh này nằm ở phía tây nam của Bulgaria, có diện tích 3084,30 km². (chiếm 2,7% tổng diện tích của Bulgaria), và dân số 173 889. Tỉnh này giáp ranh Sofia, Pernik và Blagoevgrad, còn phía tây là biên giới giữa Bulgaria và Cộng hòa Macedonia, cũng như giữa Bulgaria và Cộng hòa Serbia. Trung tâm hành chính của tỉnh là Kyustendil còn trung tâm thương mại và văn hóa là Dupnitsa. Vùng này có địa hình gồm các thung lũng và hẻm núi đa dạng được các dãy đồi và núi chia tách.
Tỉnh Kyustendil gồm 9 đô thị: Kyustendil, Dupnitsa, Bobov dol, Sapareva banya, Rila, Kocherinovo, Nevestino, Boboshevo, Treklyano với tổng cộng 182 khu vực định cư.